# Đảo Warbah

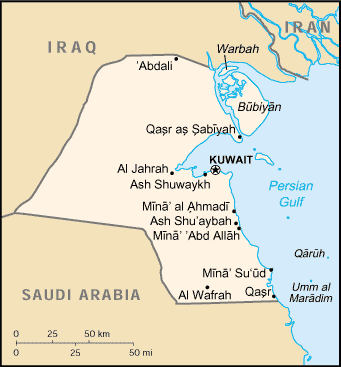
Vị trí đảo Warbah.

Đảo Warbah (tiếng Ả Rập: جزيرة وربة) là một hòn đảo thuộc Kuwait, nằm ở Vịnh Ba Tư gần cửa sông Euphrates. Nó cách khoảng 100 mét (110 yd) về phía đông của đất liền Kuwait; cách 1,5 km (0,93 dặm) về phía bắc của đảo Bubiyan và 1 km (0,62 dặm) về phía nam của lãnh thổ Iraq. Đảo dài khoảng 15 kilômét (9,3 mi) và rộng 5 km (3,1 dặm) với tổng diện tích 37 km vuông (14 dặm vuông). Hòn đảo về cơ bản là một bãi bùn lớn.
Hòn đảo này không có cư dân thường trú mặc dù chính phủ duy trì một đồn bảo vệ bờ biển, tên là M-1 trên hòn đảo được một phần tài trợ bởi Liên hợp quốc.
Vào tháng 11 năm 1994, Iraq chính thức chấp nhận biên giới phân chia với Kuwait đã được nêu trong Nghị quyết của Hội đồng Bảo an 687 (1991), 773 (1993) và 833 (1993), chính thức chấm dứt tuyên bố chủ quyền trước đó đối với đảo Warbah.
Gần hòn đảo này vào đầu tháng 12 năm 2002, trong thời gian đầu của cuộc xâm lược Iraq, một tàu chiến Iraq đã nổ súng vào hai tàu tuần tra bờ biển Kuwait. Một binh sĩ Mỹ và hai binh sĩ Kuwait bị thương trong vụ tấn công, không có lời giải thích nào được đưa ra về sự hiện diện của quân nhân Mỹ.